# Pucshon
Pucshon (hangul: 부천시, handzsa: 富川市, RR: Bucheon, ’bővízű folyó’) város Dél-Korea Kjonggi (Gyeonggi) tartományában, Szöul egyik peremvárosa. A fővárosból megközelíthető az 1-es és 7-es metróval.

## Közigazgatása
| Pucshon (Bucheon) kerületei | Pucshon (Bucheon) kerületei | Pucshon (Bucheon) kerületei | Pucshon (Bucheon) kerületei | Pucshon (Bucheon) kerületei | Pucshon (Bucheon) kerületei |
| Kerület                     | Hangul                      | Handzsa (Hanja)             | Terület (km²)               | Népesség (2015)             |                             |
| --------------------------- | --------------------------- | --------------------------- | --------------------------- | --------------------------- | --------------------------- |
| Odzsong-ku (Ojeong-gu)      | 오정구                      | 梧亭區                      | 20,03                       | 181 845                     |                             |
| Szosza-ku (Sosa-gu)         | 소사구                      | 素砂區                      | 12,83                       | 221 553                     |                             |
| Vonmi-ku (Wonmi-gu)         | 원미구                      | 遠美區                      | 20,59                       | 440 396                     |                             |